# Michel Mpambara
Michel Mpambara (né en 1973 au Burundi, d'origine rwandaise) est un humoriste, animateur et acteur québécois résidant principalement à Montréal. Révélé dès 1996 par ses monologues au festival Juste pour rire, et par son animation remarqué au Canal Évasion de l'émission Adoptez Mpambara.
Il reçoit le prix Félix du spectacle de l'année pour Y A TROP DE BLANC AU QUÉBEC en 2001.

## Biographie
Originaire du Rwanda, il immigre avec sa famille, au Canada, à l'âge de 17 ans.
En 2004, il joue le rôle de Gégé aux côtés de Maka Koto dans le film de Dany Laferrière Comment conquérir l’Amérique en une nuit.
Le 9 septembre 2005, Michel Mpambara, enfermé dans sa chambre et jeûnant « contre la guerre », fait un appel anonyme à la police pour déclarer qu'une bombe exploserait au Club Soda de Montréal. Il est alors hospitalisé à l'hôpital Saint-Luc de Montréal. En 2008, pour une émission de Ben et Jarrod diffusée à Super Écran, il relate ces événements de façon humoristique.
En 2008, au cinéma, au côté de Sotigui Kouyaté, il interprète le rôle de Boura dans le film de Salif Traoré, Faro, la reine des eaux. Sur scène, il fait la première partie du spectacle de l'humoriste-imitateur Steeve Diamond. En octobre, à Moncton (Nouveau-Brunswick), il anime le grand spectacle Passion Francophonie au théâtre Capitol.

## Filmographie

### Acteur
- 2003 : Cul-de-sac
- 2004 : Comment conquérir l'Amérique en une nuit (How to Conquer America in One Night), Gégé
- 2008 : Faro, la reine des eaux (Faro : Goddess of the Waters), Boura

### Animateur
- 2006 : Adoptez Mpambara

## Prix et nominations

### Prix
- 2001 : Prix Félix, meilleur spectacle humour pour  Mpambara, y a trop de blanc au Québec[7]

### Nominations
- 2001 : Nomimation gala l'ADISQ, révélation de l'année[8]